# Universität Alicante
Die Universität Alicante (in valencianisch Universitat d'Alacant; in Spanisch Universidad de Alicante) ist eine spanische Universität mit Sitz in San Vicente del Raspeig in der Provinz Alicante, nahe der Stadt Alicante. Sie wurde 1979 gegründet, 2008 waren hier 53.000 Studierende eingeschrieben.